# Robert Kišerlovski
Robert Kišerlovski, né le 9 août 1986 à Čačak, est un coureur cycliste croate. Professionnel de 2005 à 2018, il est le premier coureur croate à terminer dans les dix premiers d'un grand tour, à l'occasion du Tour d'Italie 2010 qu'il achève dixième. Son frère Emanuel est également coureur professionnel.

## Carrière

### Débuts professionnels
De 2005 à 2008, Robert Kišerlovski est membre de l'équipe continentale slovène Adria Mobil. Vainqueur du GP Palio del Recioto, il s'illustre surtout lors de courses à étapes : il est quatrième du Tour de Slovénie en 2006, troisième en 2008, quatrième du Tour de Croatie en 2007, huitième de la Semaine cycliste lombarde et quatorzième du Tour du Trentin en 2008. Avec l'équipe de Croatie, il participe aux Jeux méditerranéens de 2005, où il est huitième de la course en ligne, aux championnatx du monde sur route des moins de 23 ans en 2006, et élite en 2007 et 2008 (43e).

### 2009: Amica Chips-Knauf puis Fuji-Servetto
En 2009, il est recruté par l'équipe Amica Chips-Knauf. Il est notamment quatrième de la Semaine internationale Coppi et Bartali. À la suite de la dissolution de l'équipe Amica Chips-Knauf, due à des difficultés financières, Kišerlovski est recruté en juin par l'équipe ProTour Fuji-Servetto. Il fait ses débuts avec cette équipe au Tour de Suisse, dont il prend la 25e place. Quatrième du championnat de Croatie une semaine plus tard, il est onzième du Tour d'Autriche en juillet. Il participe au Tour d'Espagne, son premier grand tour. Il doit abandonner après quatre jours de courses, une chute massive à l'arrivée de la quatrième étape lui ayant causé un fracture de la clavicule.

### 2010: Liquigas-Doimo
En 2010, Kišerlovski rejoint l'équipe italienne Liquigas-Doimo. En début d'année, il est quinzième du Tour de San Luis, remporté par son nouveau leader Vincenzo Nibali, dixième du Tour de Sardaigne gagné par son coéquipier Roman Kreuziger, treizième de la Classica Sarda Olbia-Pantogia, dix-huitième du Tour de Catalogne, treizième du Tour du Trentin. Fin avril, il remporte le Tour des Apennins en battant au sprint son compagnon d'échappée Domenico Pozzovivo. En mai, il dispute pour la première fois le Tour d'Italie, où les leaders de l'équipe Liquigas sont Vincenzo Nibali et Ivan Basso, vainqueur de cette course quatre ans auparavant. Kišerlovski est l'une des révélations de ce Giro : vainqueur avec ses coéquipiers du contre-la-montre par équipes, il parvient à terminer à la dixième place du classement général, tout en aidant Basso à s'imposer et Nibali à obtenir la troisième place. Liquigas gagne également classement par équipes. Deuxième meilleur jeune de ce Tour, Kišerlovski est le premier Croate à se classer parmi les dix premiers d'un grand tour.

### 2011-2012: Astana

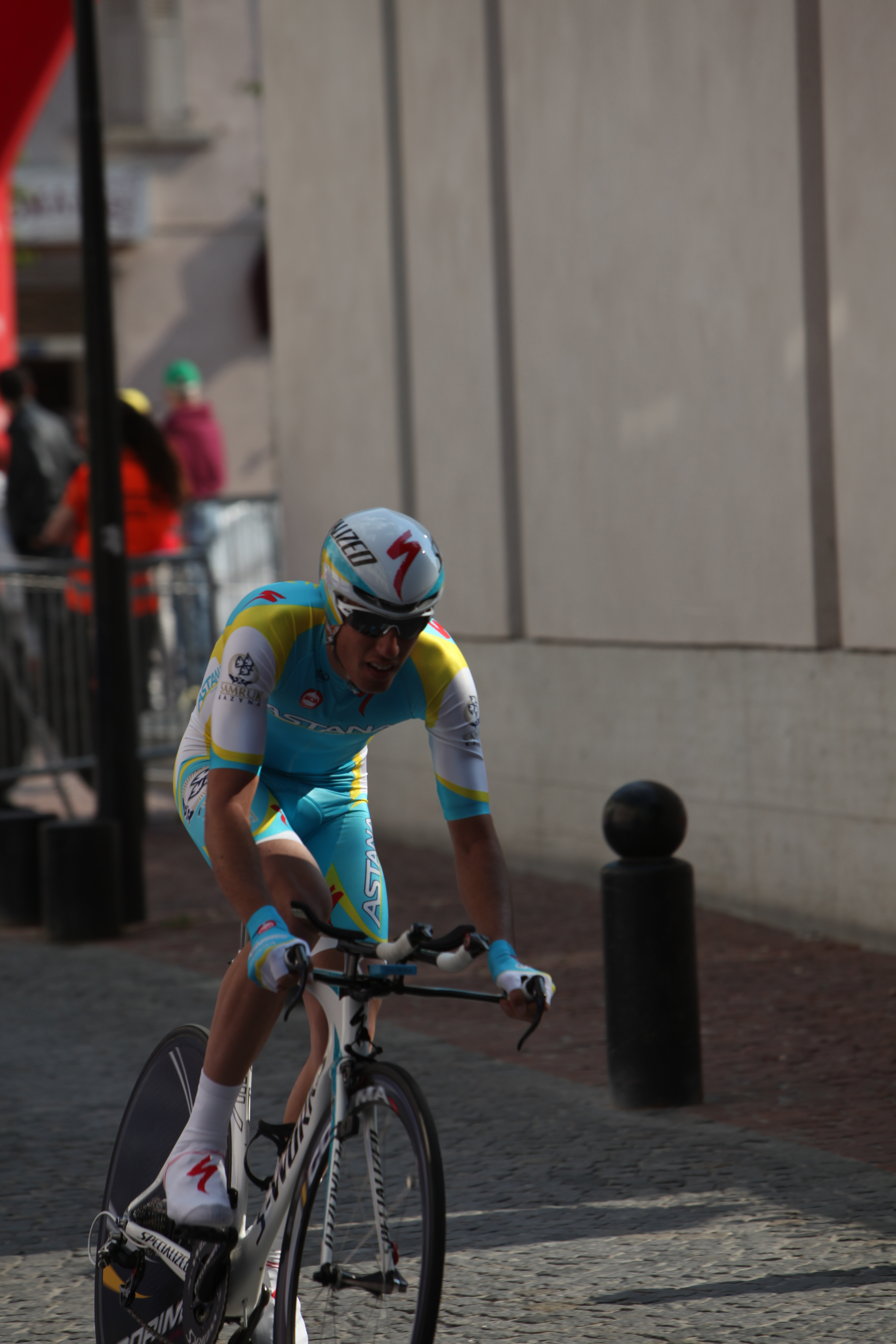
Robert Kišerlovski au prologue du Tour de Romandie 2011

2011 et 2012, Robert Kišerlovski court pour l'équipe kazakhe Astana, qui l'engage pour deux ans. Septième du Tour de Sardaigne et de la Classica Sarda Sassari-Cagliari en début d'année, il se blesse en tombant lors de Paris-Nice. De retour en course au Tour du Trentin, il en prend la sixième place. Il ressent cependant toujours un douleur et passe une IRM à l'issue du prologue du Tour de Romandie. Cet examen révèle une vertèbre fissurée et le contraint à suivre une période de repos. Il prend le départ du Tour d'Italie, début mai, avec pour leader Roman Kreuziger, passé comme lui de Liquigas à Astana à l'intersaison. Kišerlovski est 43e du classement général de ce Giro, Kreuziger sixième et meilleur jeune. En été, il dispute le Tour d'Espagne. Il est le coureur d'Astana le mieux placé au classement général, en dix-huitième position. Fin septembre, il représente la Croatie au championnat du monde sur route.
Durant les premiers mois de l'année 2012, Kišerlovski participe à trois courses par étapes du World Tour : neuvième de Paris-Nice et septième du Tour de Catalogne en mars, il est onzième du Tour du Pays basque le mois suivant. Il dispute ensuite les classiques ardennaises. Il obtient son meilleur résultat à la Flèche wallonne, se classe cinquième en haut du mur de Huy. L'Amstel Gold Race et Liège-Bastogne-Liège sont remportées par deux autres coureurs d'Astana, Enrico Gasparotto et Maxim Iglinskiy, tandis que Kišerlovski termine respectivement aux 29e et 14e places en jouant un rôle d'équipier important. Satisfait par ces résultats, l'encadrement de l'équipe fait de Kišerlovski un de ces principaux éléments au Tour de Suisse, avec Kreuziger qui sort d'un Tour d'Italie décevant. Kišerlovski termine treizième de cette course, et Kreuziger sixième. Troisième du championnat de Croatie fin juin, il prend le départ de son premier Tour de France une semaine plus tard. Figurant dans plusieurs échappées, il se classe notamment cinquième lors de la 12e étape où il est désigné comme le coureur le plus combatif. Deux jours plus tard, lors de la 14e étape, Kišerlovski chute dans la descente du Mur de Péguère à la suite d'une crevaison causée par la dispersion sur la route de clous de tapissier. Victime d'une fracture de la clavicule, il doit abandonner et son équipe décide de porter plainte.

### 2013: RadioShack-Nissan
Kišerlovski décide de quitter Astana en fin d'année 2012 et de rejoindre RadioShack-Nissan pour deux saisons. Il est désigné leader de l'équipe au Tour d'Italie.

### 2017: Katusha-Alpecin
La disparition de l'équipe Tinkoff pousse le coureur croate à s'engager avec la formation Katusha-Alpecin.

## Palmarès sur route et classements mondiaux

### Résultats sur les grands tours

#### Tour de France
4 participations
- 2012 : abandon (14e étape)
- 2016 : 58e
- 2017 : 31e
- 2018 : abandon (5e étape)

#### Tour d'Italie
5 participations
- 2010 : 10e, vainqueur de la 4e étape (contre-la-montre par équipes)
- 2011 : 43e
- 2013 : 15e
- 2014 : 10e
- 2017 : 31e

#### Tour d'Espagne
4 participations
- 2009 : non-partant (5e étape)
- 2011 : 18e
- 2013 : 17e
- 2016 : non-partant (6e étape)

### Classements mondiaux
| Année                  | 2005 | 2006 | 2007 | 2008 | 2009 | 2010 | 2011 | 2012 | 2013 | 2014 | 2015 |
| ---------------------- | ---- | ---- | ---- | ---- | ---- | ---- | ---- | ---- | ---- | ---- | ---- |
| Calendrier mondial UCI |      |      |      |      |      | 102e |      |      |      |      |      |
| UCI World Tour         |      |      |      |      |      |      | 162e | 67e  | 106e | 66e  | nc   |
| UCI Europe Tour        | 662e | 258e | 336e | 266e |      |      |      |      |      |      |      |

## Palmarès en cyclo-cross
- 2003
  -  Champion de Croatie de cyclo-cross juniors
- 2004
  -  Champion de Croatie de cyclo-cross juniors